# Jean-Pierre Fauvel
Pas d'image ? Cliquez ici

a Compétitions nationales et continentales officielles uniquement.

b Matchs officiels uniquement.
Jean-Pierre Fauvel, né le 9 février 1956, était le capitaine du Sporting club Tulle Corrèze dans les années 80.

## Clubs successifs
- 1976-1992[réf. nécessaire] : Sporting club Tulle Corrèze
- 1992-1994[réf. nécessaire] : Rugby Club uzerchois (entraineur/joueur)
- 1994-1995[réf. nécessaire] : AS Seilhac (entraineur/joueur)

## Palmarès
- 1 sélection en équipe de France contre l’équipe de Roumanie le 23 novembre 1980.